# Le Grand Canal à Venise (Bellotto)
Pour les articles homonymes, voir Le Grand Canal à Venise.
Le Grand Canal à Venise est un tableau réalisé par Bernardo Bellotto vers 1736 et 1740. De dimensions 79 × 121 cm, il est conservé au musée des Beaux-Arts de Lyon à Lyon.
Il est mis en avant lors des illuminations de la place des Terreaux à l'occasion de la Fête des lumières de 2014.

## Histoire
Le tableau (une veduta) est acquis par la ville de Lyon en 1891 et porte le no d'inventaire B 472.

## Description
Au premier plan des gondoles manœuvrant, avec des bâtiments de part et d'autre du Grand Canal au niveau du Campo San Samuele (certains disparus aujourd'hui à droite remplacés par le palais Grassi, et un en construction à gauche le Ca' Rezzonico).
Centré au  fond, le palais Balbi, reconnaissable par ses deux obélisques sur le toit, et de part et d'autre, à gauche le campanile de la basilique Santa Maria Gloriosa dei Frari, à droite le clocher de l'église San Tomà. 
Le ciel est particulièrement soigné avec ses nuages filants.